# Cleptomanie
Cleptomania (din greacă: Κλεπτομανία - Κλεπτοa =a fura  și μανία=manie ) Manie caracterizată prin impulsul , de a-și însuși prin furt bunuri străine fără a avea nevoie de ele și fără a urmări un profit material.
Medical este considerată  ca fiind o tulburare gravă de sănătate mintală Pacientul simte nevoia să fure diverse obiecte nefolositoare lui (rareori folositoare), cu sau fără de valoare. Cleptomanii mereu aduc ca justificație pentru gestul lor o nemulțumire personală. 
Cauzele probabile sunt modificări la nivelul structurii creierului sau modificări în neuro transmisia cerebrală.
Psihiatria definește cleptomania ca fiind o obsesie; bolnavul vine încadrat ca o persoană „pregătită” să se gândească la asta dar niciodată să acționeze în acest sens.
În psihanalitică, cleptomania este considerată ca fiind un început de boală, depresie și plictiseală.  În tratamentul episoadelor de cleptomanie, se recomandă cooperarea dintre pacient, medic specialist si psiholog. În tratament se  utilizează medicamente si terapie cognitiv-comportamentală.
Cleptomania este considerata o boala rară. Persoanele cu cleptomanie nu solicita  ajutor medical sau sunt pur si simplu închise pentru furt, multe cazuri de cleptomanie nefiind diagnosticate.